# L’ARP
Гильдия авторов, режиссёров и продюсеров Франции (La Société civile des Auteurs Réalisateurs et Producteurs), L’ARP — французская организация, которая обеспечивает коллективное управление правами во Франции.
Гильдия основана в 1987 году по инициативе Клода Берри и тридцати авторов, режиссёров и продюсеров, включая Клода Берри, Бенекс, Клода Лелуша, Клода Миллера, Пьер Жоливе , Патрика Braoudé, Колина Серро, Зиди, Жанна Лабрюном, Раду Михайляну, Жан-Поль Саломе и др.
В настоящее время она имеет более 200 членов.
Спонсорами Гильдии авторов, режиссёров и продюсеров Франции (L’ARP) являются City of Lights, City of Angels фестиваля в Лос-Анджелесе (Los Angeles) и VCU French Film Festival в Richmond, Virginia.
Гильдия работает на членской основе. Доходы от выдачи лицензий распределяются в качестве гонораров своим членам и членам аффилированных международных обществ (SOCAN, Общество композиторов, авторов и музыкальных издателей Канады, Общество композиторов и авторов музыки Гонконга и др.) Остальные средства идут на покрытие эксплуатационных расходов, на зарплату её работникам.
Для оптимального выполнения своих задач, PRA представлена в многочисленных комитетах и учреждениях (Каннский кинофестиваль, UNIFRANCE, AcSB), а также участвует в разработке кино и аудиовизуальной политики с Национальным центром кино и движущегося изображения. L’ARP согласовывает свою работу с Советом по телевидению и радиовещанию (CSA), Европейской комиссией, издателями и дистрибьюторами контента, Министерством культуры и массовых коммуникаций, а также другими профессиональными организациями.
Работа гильдии ARP находит своё отражение в организации культурных мероприятий во Франции и за рубежом. Гильдия авторов, режиссёров и продюсеров Франции учредила награды за лучшие произведения французских авторов.

## Президенты гильдии
Клод Берри (Claude Berri): 1988—1994;
Бенекс (Jean-Jacques Beineix): 1994—1995;
Клод Лелуш (Claude Lelouch): 1995—1997;
Клод Миллер (Claude Miller): 1997—1999;
Пьер Жоливе (Pierre Jolivet): 1999—2000;
Патрик Braoudé (Pierre Jolivet): 2000—2001;
Колин Серро (Coline Serreau): 2001—2003;
Пьер Жоливе (Pierre Jolivet): 2003—2005;
Зиди (Pierre Jolivet): 2005—2006;
Жанна Лабрюном (Jeanne Labrune): 2006—2007;
Жан-Поль Саломе (Jean-Paul Salomé): 2007—2009;
Раду Михайляну(Radu Mihaileanu): 2009—2011;
Жан-Поль Саломе (Jean-Paul Salomé): 2011—2012;
Хазанавичус (Michel Hazanavicius): 2012—2014;
Хазанавичус и Данте Десарте (Michel Hazanavicius et Dante Desarthe): 2014—2015;
Данте Десарте и Лартиго (Dante Desarthe et Eric lartigau): с июля 2015.